# 俞济民
俞济民（1902年—1957年5月7日），譜名良椿，號國梁，奉化縣城奉南村人，中华民国政治人物，少将军衔，蒋中正亲信、警卫部司令俞济时之兄。浙江省宁波奉化县（今宁波市奉化区）人。

## 生平
俞济民畢業於北京高等警官學校，1932年任宁波市警察局长，警察总队长，1939年兼任鄞县县长。1941年4月寧波淪陷後退至寧海，任國民黨鄞奉游擊部隊指揮官，1944年任浙江省第六区（宁波）行政督察专员兼少將保安司令等。1946年11月，调任山东省政府委員、鲁东行署主任。回浙江后出任杭州市市长。解放前夕，担任浙江省浙东行署主任。
俞济民热衷文物保护工作。抗日战争胜利后曾成立天一阁管理委员会，有委员27人，俞担任主任。
1949年去台灣，任糖業公司顧問、光復大陸設計研究委員會委員等。1957年於台北逝世。

## 史料
- 《申报》：甬城防指挥俞济民辞职 同乡会电请慰留 （页面存档备份，存于）（1938年12月29日）

## 纪念
- 《俞濟民先生紀念集》，1971年结集出版